# Belba pulchra
Belba pulchra är en kvalsterart som beskrevs av Mihelcic 1964. Belba pulchra ingår i släktet Belba och familjen Damaeidae. Inga underarter finns listade.